# Trevi
Trevi é uma comuna italiana da região da Umbria, província de Perugia, com cerca de 7.773 habitantes. Estende-se por uma área de 71 km², tendo uma densidade populacional de 109 hab/km². Faz fronteira com Campello sul Clitunno, Castel Ritaldi, Foligno, Montefalco, Sellano, Spoleto.
Pertence à rede das Cidades Cittaslow.

## Demografia
| Variação demográfica do município entre 1861 e 2011                               |
|                                                                                   |
| Fonte: Istituto Nazionale di Statistica (ISTAT) - Elaboração gráfica da Wikipedia |